# Ambia ptolycusalis
Ambia ptolycusalis là một loài bướm đêm trong họ Crambidae.